# Juckeskammen
Der Juckeskammen ist ein bis zu 2170 m hoher Gebirgskamm in der Heimefrontfjella des ostantarktischen Königin-Maud-Lands. Er ragt in der Tottanfjella auf.
Wissenschaftler des Norwegischen Polarinstituts benannten ihn 1973 nach dem Geologen Lewis Menne Juckes (* 1942), der von 1964 bis 1966 auf der Halley-Station tätig war.